# ملعب رويمسيغ
ملعب رويمسيغ هو ملعب متعدد الاستخدامات يقع في روديبورت، إحدى ضواحي جوهانسبرغ، جنوب إفريقيا. يُستخدم في الغالب لمُباريات كرة القدم وكان يُستخدم كحقل تدريبي للفرق المشاركة في كأس العالم 2010 بعد تجديده وترقيته إلى معايير الاتحاد الدولي لكرة القدم في عام 2009.